# Saint-Caprais (Cher)
Saint-Caprais is een gemeente in het Franse departement Cher (regio Centre-Val de Loire) en telt 491 inwoners (1999). De plaats maakt deel uit van het arrondissement Bourges.

## Geografie
De oppervlakte van Saint-Caprais bedraagt 14,5 km², de bevolkingsdichtheid is 33,9 inwoners per km².
De onderstaande kaart toont de ligging van Saint-Caprais (Cher) met de belangrijkste infrastructuur en aangrenzende gemeenten.

## Demografie
Onderstaande figuur toont het verloop van het inwonertal (bron: INSEE-tellingen).